# Angela Tomanič
Angela Tomanič, slovenska glasbenica, organistka, zborovodkinja in pedagoginja, * 1937, † 14. januar 2018,
Ljubljana.

## Življenje in delo
Angela Tomanič (1937 - 2018) je po diplomi iz romanistike na Filozofski fakulteti študirala orgle na ljubljanski Akademiji za glasbo, kjer je leta 1975 končala tudi podiplomski študij (pri prof. Hubert Bergant). Izpopolnjevala se je na mnogih mojstrskih tečajih po Evropi, na Univerzi za glasbo v avstrijskem Gradcu pa je opravile triletni študij interpretacije.
Oktobra 1969 je imela pri sv. Jožefu nad Celjem prvi samostojni koncert. Od tedaj nastopa doma in v tujini (Evropa, ZDA, nekdanja Sovjetska zveza) kot solistka in v raznih komornih sestavah. Snema za radio in plošče.
Deset let je na Radiu Slovenija vodila oddajo Orgelska glasba.
Poučuje na Orglarski šoli v Ljubljani od njene obnovitve leta 1971. Na Glasbeni šoli v Celovcu je vpeljala in deset let vodila orgelski razred. Vodi tečaje doma in v zamejstvu.
Izdala je prvo slovensko šolo za orgle v treh zvezkih in slovenski katalog Bachovih skladb za orgle.
Kot organistka in zborovodja je delovala na Brezovici pri Ljubljani in v Vodicah, od leta 1977 pa pri sv. Kancijanu v Kranju, za kar je prejela veliko Prešernovo plaketo 1991 Mestne občine Kranj.
Za dolgoletno delo na področju cerkvene glasbe ji je Slovenska škofovska konferenca leta 2007 podelila odličje sv. Cirila in Metoda.
V letu 2009 je praznovala 40-letnico koncertnega delovanja.
Po daljši bolezni je umrla 14. 1. 2018 v Ljubljani.

## Diskografija
- CD Angela Tomanič, orgle I - Edition Bizjak 1993
- CD Angela Tomanič, orgle II - Edition Bizjak 1993
- CD Angela Tomanič: Skupaj na pot - Edition Bizjak 1994
- CD Angela Tomanič: Orgle v Komendi - Samozaložba 1997
- CD Angela Tomanič: Orgle v Petrovčah - Samozaložba 1997
- CD Angela Tomanič: Orgle v Semenišču v Ljubljani - Samozaložba 1998
- CD Angela Tomanič, orgle - ZKP RTVS 1999
- CD Angela Tomanič: Orgle iz delavnice Škrabl - Samozaložba 1999
- CD Angela Tomanič: Orgelski ciklus 2001 (izbor) - Samozaložba 2002
- CD Angela Tomanič: Orgle v Ljubljanski stolnici - Samozaložba 2002
- CD Angela Tomanič: Joh. Seb. Bach (posnetek s koncerta 2000) - Samozaložba 2006
- CD Angela Tomanič: Orgle pri sv. Kancijanu v Kranju - Samozaložba 2006

LP plošče zbirke MUSICA SACRA SLOVENICA (za Consortium Musicum)
Izdala je tudi nekaj MC kaset.